# 威廉·坎普豪森

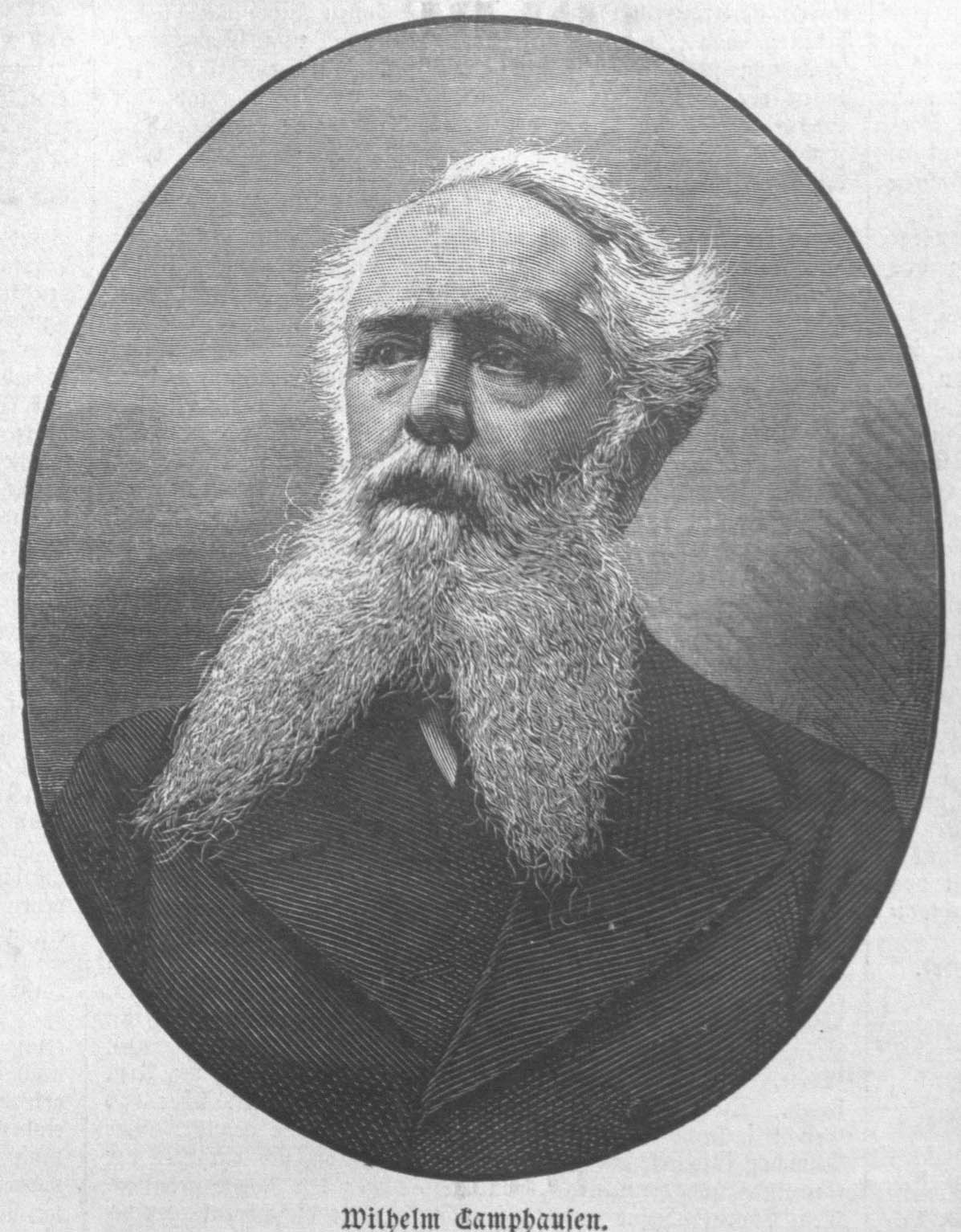
威廉·坎普豪森

威廉·坎普豪森（Wilhelm Camphausen，1818年2月8日，-1885年6月16日）是一位德國畫家，工于歷史和战争场面的绘画。
他出生于普鲁士的杜塞爾多夫，師從阿爾弗雷德·雷塞爾（Alfred Rethel）和弗里德里希·威廉·沙多（Friedrich Wilhelm Schadow）。他作為一名歷史和戰爭畫家迅速走紅，於1859年成为杜塞爾多夫學院的繪畫教授，並于随后获得一系列榮譽。他早期主要画作包括《蒂利伯爵的逃亡》（1841年）、《薩伏依的欧根亲王在貝爾格萊德戰役》（1843年，现藏于科隆博物館）、《伍斯特戰役後查理二世的逃亡》（藏于柏林國家美術館）《克倫威爾的騎兵》（藏于慕尼黑繪畫陳列館）和《波茨坦的腓特烈大帝、腓特烈二世和霍亨弗里德堡的拜羅伊特龍騎兵隊》。他是杜塞尔多夫画派的成员。
1864年，他在第一次石勒蘇益格-荷爾斯泰因战役期間跟随普魯士軍隊，创作了许多关于战争的画作，因此成为德国愛國歷史藝術的代表。他亦为許多德國亲王、著名士兵和政治家作像。在1870年普法戰爭中，坎普豪森在普鲁士軍隊中担任正式的军队画家。